# Bára Skaale Klakstein
Bára Skaale Klakstein (* 24. März 1973) ist eine ehemalige färöische Fußballspielerin sowie ehemalige Rekordspielerin der Nationalmannschaft. Sie war ebenfalls als Trainerin aktiv.

## Verein
Klakstein spielt seit ihrer Jugend bei KÍ Klaksvík. Im Alter von 15 Jahren gab sie 1988 ihr Debüt in der ersten Liga bei der 0:3-Auswärtsniederlage gegen GÍ Gøta. Ihr erstes Tor erzielte Klakstein ein Jahr später am ersten Spieltag beim 5:2-Heimsieg gegen EB Eiði,  als sie zum 1:0 traf. 1995 legte sie für den Trainerposten eine einjährige Pause als Spielerin ein, danach kehrte sie zurück und verlor das Pokalfinale gegen HB Tórshavn mit 1:3. Im Jahr darauf war das Pokalfinale ihr einziges Saisonspiel, welches diesmal mit 1:5 gegen B36 Tórshavn verloren wurde. 2000 gelang das Double aus Meisterschaft und Pokal durch den 2:0-Finalsieg gegen HB Tórshavn.  Bis 2007 absolvierte Klakstein regelmäßig Spiele für den Verein, ein Jahr später kam sie nur noch einmal in der Liga zum Einsatz, 2009 pausierte sie komplett. Nachdem sie Ende 2010 wieder zurückkehrte zählte sie wieder sofort zu den Stammspielern des Vereins. Insgesamt holte sie bisher 16 Meistertitel und zwölf Pokalsiege. Zu ihren Teamkolleginnen zählten dabei Rannvá Andreasen, Olga Kristina Hansen, Malena Josephsen, Annelisa Justesen, Eyðvør Klakstein, Ragna Patawary und Randi Wardum. Nach der Saison 2016 beendete sie ihre Karriere.

### Europapokal
Für die UEFA Women’s Champions League absolvierte Klakstein 39 Spiele, das erste davon 2001/02 in der Vorrunde beim 2:1-Sieg gegen USC Landhaus Wien. Das einzige Tor im Wettbewerb gelang ihr 2004/05 in der ersten Runde beim 4:0-Sieg gegen Cardiff LFC, bei dem sie den Führungstreffer erzielte. Ihr letztes Spiel bestritt sie 2016/17 beim 1:1 gegen KF Hajvalia.

## Nationalmannschaft
Für die Nationalmannschaft der Färöer wurde sie insgesamt 20 Mal eingesetzt, erstmals 1996 in zwei Länderspielen. Ihr Debüt gab sie am 25. Mai im EM-Qualifikationsspiel gegen Schottland, welches in Toftir mit 0:3 verloren wurde. Beim Halbzeitstand von 0:1 wurde Klakstein durch Eyðvør úr Dímun ersetzt. Nach einer Pause von acht Jahren, in der die Nationalmannschaft keine Spiele bestritt, war sie neben Sólvá Joensen die einzige Spielerin, welche wieder zum Aufgebot zählte. Mit ihrem elften Einsatz in Folge wurde sie somit am 7. November 2007 beim 3:0-Sieg im Freundschaftsspiel gegen Lettland in Panevėžys zur alleinigen Rekordspielerin. Da zunächst weitere Einsätze ausblieben, wurde sie am 15. Mai 2008 durch Malena Josephsen, Rannvá Biskopstø Andreasen und Randi Wardum abgelöst. Erst 2011 fand Klakstein erneut Berücksichtigung und absolvierte in diesem Jahr sämtliche drei Spiele. 2012 und 2013 bestritt sie dann vier Spiele, bei denen auch ihre Tochter Eyðvør in der Mannschaft stand. Das letzte ihrer Spiele fand am 26. September 2013 in Wrocław im Rahmen der WM-Qualifikation statt und wurde mit 0:6 gegen Polen verloren.

## Trainerlaufbahn
1995 übte Klakstein für eine Saison die Position der Trainerin aus. Mit KÍ Klaksvík belegte sie den fünften Platz in der Liga.

## Erfolge
- 16× Färöischer Meister: 2000, 2001, 2002, 2003, 2004, 2005, 2006, 2007, 2008, 2010, 2011, 2012, 2013, 2014, 2015, 2016
- 12× Färöischer Pokalsieger: 2000, 2002, 2003, 2004, 2006, 2007, 2011, 2012, 2013, 2014, 2015, 2016